# Оморани
Оморани (на македонска литературна норма: Оморани) е село в Северна Македония, част от община Чашка.

## География
Селото е разположено в областта Азот западно от град Велес, в северните склонове на планината Бабуна.

## История
В XIX век Оморани е село във Велешка кааза на Османската империя. В „Етнография на вилаетите Адрианопол, Монастир и Салоника“, издадена в Константинопол в 1878 година и отразяваща статистиката на населението от 1873 година, Оморани (Omorani) е посочено като село с 16 домакинства. Църквата „Св. св. Константин и Елена“ е от 1895 година. Край селото е разположена манастирската църква „Свети Никола“. В 1896 година Гьорче Петров пише, че Оморани има 80 български къщи и 30 арнаутски. Арнаутите са заселени преди 60 години. Някога селото е било чифлик на Оморанския манастир.
Според статистиката на Васил Кънчов („Македония. Етнография и статистика“) в края на XIX век Оморани има 780 жители българи християни и 120 турци.
Според секретен доклад на българското консулство в Скопие 96 от 113 къщи в селото през 1902 година признават Цариградската патриаршия. Според митрополит Поликарп Дебърски и Велешки в 1904 година в Оморане има 87 сръбски къщи. Според статистиката на секретаря на Българската екзархия Димитър Мишев („La Macédoine et sa Population Chrétienne“) в 1905 година в Габровник (Gabrovnik) живеят 136 българи екзархисти, 768 българи патриаршисти сърбомани и 6 цигани и в селото работят българско и сръбско училище.
След Междусъюзническата война в 1913 година селото остава в Сърбия.
На етническата си карта от 1927 година Леонард Шулце Йена показва Хоморан (Homoran) като смесено село на наскоро посърбени българи и турци.

## Личности
Родени в Оморани
- Коце Оморанчето, велешки войвода на ВМОРО
- Никола Оморански, сърбомански четнически войвода
- Никола Оморанли, свещеник във Велес в 1839 г.
- Васил Антевски (1904 – 1942), югославски партизанин и деец на НОВМ